# Province de Pennsylvanie
 (décembre 2023).
Si vous disposez d'ouvrages ou d'articles de référence ou si vous connaissez des sites web de qualité traitant du thème abordé ici, merci de compléter l'article en donnant les références utiles à sa vérifiabilité et en les liant à la section « Notes et références ».
1681–1783
Entités suivantes :
- Pennsylvanie

La province de Pennsylvanie, mieux connue des Américains sous le nom de colonie de Pennsylvanie, était l'une des treize colonies anglaises d'Amérique du Nord. Elle fut fondée par le quaker anglais William Penn le 4 mars 1681. Ce nom vient du patronyme du père de William et du mot latin sylvania, signifiant « forêt ».

## Fondation
William Penn reçut la colonie du roi Charles II en remplacement du paiement d'une dette de 16 000 £ que la Couronne devait à son père, un héros de la marine, l'amiral William Penn. La cession donna lieu à la signature d'une charte la 4 mars 1681. La date du 4 mars est célébrée chaque année sous le nom de « Charter Day ».
L'établissement de la colonie résolut le problème de la croissance de la Société religieuse des Amis ou « Quaker » mouvement né en Angleterre, qui causa quelques embarras à l'Église d'Angleterre établis auparavant. Alors qu'il était encore en Angleterre, Penn écrivit la First Frame of Government (Première disposition du gouvernement de Pennsylvanie), qui décrivait la structure gouvernementale de la colonie et promettait certains droits aux citoyens.
Faisant partie des Colonies du milieu, la Pennsylvanie était une proprietary colony. Contrairement aux autres proprietary colonies, ses taxes furent renforcées par le Parlement britannique. La colonie fut démarquée par les 42e et 39e latitudes et du fleuve Delaware à l'est avec une distance est-ouest de 5 degrés de longitude. Elle était bordée par les colonies de New York, du Maryland (définies par la Ligne Mason-Dixon en 1763), et du New Jersey. Les trois comtés de la colonie du Delaware, pris aux Néerlandais, furent transférés à William Penn par le duc d'York en 1682, mais ont regagné par un acte une existence séparée en 1704. 
Le premier gouverneur était William Markham (en), un membre de la famille de Penn.

## Liberté religieuse et prospérité
William Penn et ses semblables, les Quakers, ont fortement ancré leur valeur religieuse dans le gouvernement de la Pennsylvanie. Parmi les croyances les plus radicales se trouvait la liberté religieuse pour tous, aussi bien que le commerce équitable avec les Amérindiens. Cette extrême tolérance mena à des relations plus saines avec les tribus amérindiennes (principalement les Lenapes et les Andastes) que n'en avaient les autres colonies. Ceci encouragea la croissance rapide de Philadelphie parmi les villes les plus importantes d'Amérique, et de la Pennsylvania dutch country (contrée des Allemands de Pennsylvanie) où les réfugiés religieux et politiques allemands habitaient en cultivant les terres et conservant leur culture. Parmi les premiers groupes on peut compter les Mennonites, qui fondèrent Germantown en 1683 ; la colonie Northkill Amish, établie en 1740, est reconnue comme la première communauté Amish des Amériques.
En 1737, la colonie a reçu, grâce à sa bonne volonté politique auprès des Lenapes, plus de terres. Les administrateurs coloniaux clamèrent qu'ils avaient un contrat datant des années 1680 dans lequel les Lenape-Delaware avaient promis de vendre une portion de terre commençant à la jonction du Delaware et de la Lehigh (près de l'actuel Wrightstown en Pennsylvanie) « allant aussi loin à l'est qu'un homme pouvait marcher en une journée et demi. » Cet achat est devenu connu sous le nom de Walking Purchase (en). Bien que le document fût sûrement une contrefaçon, les Lenapes ne le remarquèrent pas. Le secrétaire provincial James Logan mit en place un plan qui permettrait d'obtenir autant de terres qu'il pourrait obtenir et embaucha les trois plus rapides coureurs de la colonie afin qu'ils assurent l'achat d'une zone préalablement choisie par les autres membres de la colonie. Le pas imposé était si intense que seul un coureur acheva réellement la « marche », couvrant l'étonnant parcours de 113 km. Ceci permit à Penns de gagner 1 200 000 acres (4 860 km2) de terres dans l'actuel nord-est de la Pennsylvanie, une zone presque équivalente à l'État du Rhode Island lors de l'achat. La région de l'achat couvre en partie les actuels comtés de Pike, Monroe, Carbon, Schuylkill, Northampton, Lehigh et Bucks. La tribu Lenape se battit pendant les 19 années suivantes pour obtenir l'annulation du traité, mais sans résultat. Les Lenape-Delaware furent forcés de s'installer dans les vallées de Shamokin et Wyoming, qui étaient déjà surpeuplées par les autres tribus déplacées.

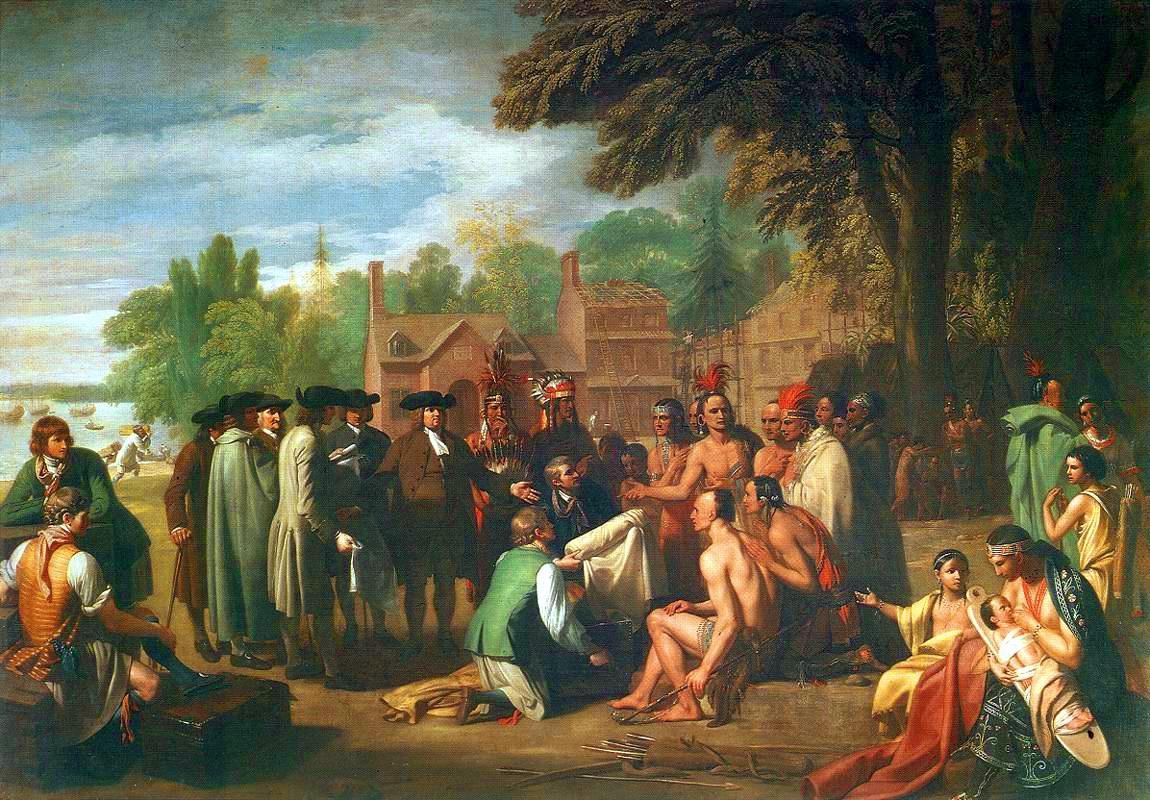
Peinture de Benjamin West (1771) du traité de William avec les Lenapes en 1682.

1751 fut une année propice pour la colonie. Le Pennsylvania Hospital, le premier hôpital des colonies britanniques en Amérique, et l'Académie et Université de Philadelphie, qui précédait l'Université de Pennsylvanie, ouvrirent leurs portes. 
En dépit de l'opposition des Quakers à l'esclavage, en 1730 les colons avaient emmené près de 4 000 esclaves en Pennsylvanie. La loi d'abolition progressive de 1780 fut la première de ce type dans les colonies qui deviendraient les États-Unis. Le recensement de 1790 montra que le nombre d'Afro-Américains avait augmenté jusqu'à 10 000 individus, dont près de 6 300 avaient acquis la liberté.

## La montée du sentiment révolutionnaire
Puisque la colonie grandissait, les colons et les forces britanniques entrèrent en conflit avec les Amérindiens dans la moitié ouest de l'État. Avec la fin de la guerre de Sept Ans et le début de la rébellion de Pontiac, la Proclamation royale de 1763 bannit la colonisation au-delà des Appalaches. Cette proclamation affecta surtout les Pennsylvaniens et les Virginiens, puisqu'ils se disputaient les riches terres entourant Fort Pitt. Les combats étaient à la fois : colons contre Amérindiens et à la fois colons contre d'autres colons ; en 1774, Arthur St. Clair ordonna l'arrestation d'officiers menant les troupes de Virginie à des confrontations avec les colons armés en Pennsylvanie. 
L'intensification du sentiment révolutionnaire parmi les Pennsylvaniens, avec la position prépondérante de Philadelphie, a fait de la ville un choix naturel pour la rencontre du Congrès continental, la première action coordonnée vers l'indépendance. La publication de la Constitution de Pennsylvanie de 1776 par les élus révolutionnaires locaux conclut l'histoire de la colonie et débuta l'histoire du Commonwealth.

## Pennsylvaniens célèbres de la période coloniale
- Benjamin Franklin déménagea à Philadelphie à 17 ans en 1723 ; pendant les années suivantes il était le citoyen le plus célèbre de Pennsylvanie. Parmi ses accomplissements il fonda en 1751 l'Académie et Université de Philadelphie, qui précéda l'université de Pennsylvanie.
- Thomas McKean est né à New London. Il était officier dans l'armée continentale durant la guerre d'indépendance, un des signataires de la Déclaration d'indépendance, le second président du Congrès américain sous les Articles de la Confédération, président du Delaware, et Chief Justice et gouverneur de Pennsylvanie.
- Gouverneur Morris, un des esprits principaux de la révolution américaine, vécut à New York durant la majeure partie de la période coloniale, mais déménagea à Philadelphie pour travailler comme avocat et marchand durant la révolution.
- Robert Morris, déménagea à Philadelphie vers 1749 aux alentours de 14 ans. Il était connu comme le Financier de la révolution, à cause de son rôle dans la garantie d'une assistance financière envers le bord américain colonial dans la guerre d'Indépendance. En 1921, l'Université Robert Morris fut fondée et nommée d'après lui.
- Thomas Paine émigra à Philadelphie en 1774 à la recommandation de Benjamin Franklin. Son traité, Le Sens commun, publié en 1776, a joui d’une immense popularité qui a contribué à fomenter la révolution américaine. Il fut aussi le premier à soutenir publiquement l'expression « États-Unis d'Amérique ».
- William Penn, le fondateur de la colonie
- Arthur St. Clair déménagea à Ligonier Valley, en Pennsylvanie en 1764. Il servit comme juge dans la Pennsylvanie coloniale, comme général dans l'Armée continentale, et comme Président sous les Articles de la Confédération.
- James Wilson déménagea à Philadelphie en 1765 et devint homme de loi ; il signa la Déclaration d'indépendance et écrivit ou travailla sur plusieurs compromis difficiles dans la Constitution américaine, dont le compromis des trois-cinquièmes, qui définissait un esclaves comme trois-cinquièmes d'une personne à des fins de recensement et donc l'appropriation gouvernementale.

## Navires d'immigrants
- Sarah Maria Hopewell, 1694
- Oliver, 1735
- Princess Augusta, 1736
- Irène, 1748, navire morave, port d'attache New York, mais destination des passagers Bethléem, Pennsylvanie
- Osgood, 1750